# 스타비오역
스타비오역(이탈리아어: Stazione di Stabio)은 스위스 티치노주에 있는 스타비오 지자체에 있는 기차역이다. 스위스 연방 철도의 표준궤 멘드리시오-바레세선의 중간 정류장이다.

## 운행편
다음 서비스는 스타비오에서 정차한다.
- S40/S50 : 바레세까지 30분마다 운행, 말펜사 공항터미널2와 벨린초나까지 매시간 운행